# Tangled Evidence
Tangled Evidence é um filme policial britânico de 1934, dirigido por George A. Cooper e estrelado por Sam Livesey, Joan Marion e Michael Hogan. Foi feito por Twickenham Studios e baseado em um romance de Champion de Crespigny.

## Elenco
- Sam Livesey - Inspetor Drayton
- Joan Marion - Anne Wilmot
- Michael Hogan - Ingram Underhill
- Michael Shepley - Gilbert Morfield
- Reginald Tate - Ellaby
- Dick Francis - Frame
- Edgar Norfolk - Doutor Ackland
- John Turnbull - Moore
- Davina Craig
- Gillian Maude - Paula